# J.C.STAFF
J.C.STAFF(株式会社ジェー・シー・スタッフ 제시 스탓후[*])는 애니메이션의 기획·제작 및 디지털 콘텐츠 제작을 주된 사업 내용으로 하는 일본의 기업이다. 일본동화협회의 정회원이다.
회사 이름의 "J.C.STAFF"는 "Japan Creative Staff"의 약어이다.

## 역사
타츠노코 프로덕션 기획 문예부를 거쳐 키티 필름 미타카 스튜디오의 프로듀서를 맡은 미야다 토모유키가 1986년에 OVA 전문 회사로서 4명으로 도쿄도 미타카시 시모렌자쿠에 설립했다.
2002년 7월 15일, 본사를 도쿄도 미타카시 시모렌자쿠 7초메 6번 37호에서 도쿄도 무사시노시 사카이 2초메 14번 1호 스윙 빌딩 5층으로 이전했다.
사내에 제작관리부터 작화·마무리·배경미술·3DCG·촬영까지 일관된 제작체제를 가진다. 창업으로부터 10년 정도는 OVA와 극장 작품을 중심으로 제작하고 있었지만, 1994년 《메탈 파이터 미쿠》에서 텔레비전 시리즈의 원청 제작을 개시한다. 이후는 텔레비전 시리즈의 원청 제작을 중심으로 하고 있다.

## 작품

### TV 애니메이션
- 《메탈 파이터 미쿠》 (1994)
- 《투마귀신전 ONI》 (1995)
- 《MAZE☆폭렬시공》 (1997)
- 《소녀혁명 우테나》 (1997)
- 《앨리스 SOS》 (1998)
- 《그 남자! 그 여자!》 (1998)
- 《꿈에서 만난다면》 (1998)
- 《마술사 오펜》 (1998)
- 《가자! 우주전함 야마모토 요코》 (1999)
- 《마술사 오펜 Revenge》 (1999)
- 《엑셀 사가》 (1999)
- 《잘 나가는 두 사람》 (1999)
- 《다!다!다!》 (2000)
- 《어둠의 후예》 (2000)
- 《마법전사 리우이》 (2001)
- 《작은 눈의 요정 슈가》 (2001)
- 《파라파 랩퍼》 (2001)
- 《스파이럴 추리의 띠》 (2002)
- 《아즈망가 대왕》 (2002)
- 《쪽빛보다 푸르게》 (2002)
- 《ROD TV 시리즈》 (2003)
- 《건퍼레이드 마치》 (2003)
- 《나나카 6/17》 (2003)
- 《마법사에게 소중한 것》 (2003)
- 《마부라호》 (2003)
- 《일기당천》 (2003)
- 《진월담 월희》 (2003)
- 《쪽빛보다 푸르게 ~인연~》 (2003)
- 《망각의 선율》 (2004)
- 《빛과 물의 다프네》 (2004)
- 《선생님의 시간》 (2004)
- 《극상생도회》 (2005)
- 《러브리스》 (2005)
- 《마호라바～Heartful days～》 (2005)
- 《사모님은 마법소녀》 (2005)
- 《스타쉽 오퍼레이터즈》 (2005)
- 《작안의 샤나》 (2005)
- 《카린》 (2005)
- 《허니와 클로버》 (2005)
- 《고스트 헌트》 (2005)
- 《모레의 방향》 (2005)
- 《부활하는 하늘 -Rescue Wings-》 (2005)
- 《제로의 사역마》 (2006)
- 《허니와 클로버 2》 (2005)
- 《노다메 칸타빌레》 (2007)
- 《스카이 걸스》 (2007)
- 《작안의 샤나 Ⅱ》 (2007)
- 《제로의 사역마 ~쌍월의 기사~》 (2007)
- 《키미키스 pure rouge》 (2007)
- 《포테마요》 (2007)
- 《노다메 칸타빌레 파리편》 (2008)
- 《닌자의 왕》 (2008)
- 《사후편지》 (2008)
- 《슬레이어즈 레볼루션》 (2008)
- 《어떤 마술의 금서목록》 (2008)
- 《제로의 사역마 ~삼미희의 윤무~》 (2008)
- 《토라도라!》 (2008)
- 《하야테처럼!!》 (2009)
- 《첫사랑 한정》 (2009)
- 《어떤 과학의 초전자포》 (2009)
- 《노다메 칸타빌레 피날레》 (2010)
- 《배신자는 내 이름을 알고 있다》 (2010)
- 《회장님은 메이드사마!》 (2010)
- 《오오카미 씨와 7명의 동료들》 (2010)
- 《어떤 마술의 금서목록》 (2기) (2010)
- 《바쿠만》 (2010)
- 《소녀요괴 자쿠로》 (2010)
- 《탐정 오페라 밀키 홈즈》 (2010)
- 《꿈을 먹는 메리》 (2011)
- 《비탄의 아리아》 (2011)
- 《하느님의 메모장》 (2011)
- 《쾌도천사 트윈엔젤 큥큥 도키메키 파라다이스》 (2011)
- 《탐정 오페라 밀키 홈즈 서버 스페셜》 (2011, 공동제작: 아트랜드)
- 《너와나》 (2011)
- 《작안의 샤나 3기 Final》 (2011)
- 《바쿠만 제2시리즈》 (2011)
- 《킬미베이비》 (2012)
- 《그 여름에서 기다릴게》 (2012)
- 《제로의 사역마 F》 (2012)
- 《탐정 오페라 밀키 홈즈 제2막》 (2012, 공동제작: 아트랜드)
- 《너와나 2》 (2012)
- 《아르카나 파밀리아》 (2012)
- 《조시라쿠》 (2012)
- 《탐정 오페라 밀키 홈즈 Alternative ONE & TWO》 (2012, 공동제작: 아트랜드)
- 《사쿠라장의 애완 그녀》 (2012)
- 《리틀 버스터즈》 (2012)
- 《바쿠만 제3시리즈》 (2012)
- 《어떤 과학의 초전자포 S》 (2기) (2013)
- 《변태왕자와 웃지 않는 고양이》 (2013)
- 《두 사람은 밀키홈즈》 (2013, 공동제작: 노매드)
- 《리틀 버스터즈 ~Refrain~》 (2012)
- 《골든 타임》 (2013)
- 《위치 크래프트 워크스》 (2014)
- 《풍운유신 다이쇼군》 (2014, 공동제작: 에이·시·지·티)
- 《selector infected WIXOSS》 (2014)
- 《LOVE STAGE!!》 (2014)
- 《마지모지 루루모》 (2014)
- 《selector spread WIXOSS》 (2014)
- 《탐정가극 밀키홈즈 TD》 (2015, 공동제작: 노매드)
- 《식극의 소마》 (2015)
- 《던전에서 만남을 추구하면 안 되는 걸까》 (2015)
- 《야한 이야기라는 개념이 존재하지 않는 지루한 세계》 (2015)
- 《감옥학원》 (2015)
- 《헤비 오브젝트》 (2015)
- 《플라잉 위치》 (2016)
- 《식극의 소마 두 번째 접시》 (2016)
- 《사이키 쿠스오의 재난》 (2016)
- 《터부 타투》 (2016)
- 《Lostorage incited WIXOSS》 (2016)
- 《우라라 미로첩》 (2017)
- 《MARGINAL#4 KISS에서 창조되는 Big Bang》 (2017)
- 《미나미 카마쿠라 고교 여자 자전거부》 (2017, 공동제작: 에이·시·지·티)
- 《스쿨걸 스트라이커즈 Animation Channel》 (2017)
- 《트윈엔젤 BREAK》 (2017)
- 《앨리스와 조로쿠》 (2017)
- 《소드 오라토리아》 (2017)
- 《바티칸 기적 조사관》 (2017)
- 《식극의 소마 세 번째 접시》 (2017)
- 《고래의 아이들은 모래 위에서 노래한다》 (2017)
- 《UQ HOLDER! ~마법선생 네기마! 2~》 (2017)
- 《사이키 쿠스오의 재난》 (2기) (2018, 공동제작: EGG FIRM)
- 《Lostorage conflated WIXOSS》 (2018)
- 《아만츄! ~어드밴스~》 (2018)
- 《식극의 소마 세 번째 접시 토오츠키 열차편》 (2018)
- 《라스트 피리어드 ~끝없는 나선의 이야기~》 (2018)
- 《살육의 천사》 (2018)
- 《하이스코어 걸》 (2018)
- 《백 스트리트 걸스: 조폭 아이돌》 (2018)
- 《플래닛 위드》 (2018)
- 《반역성 밀리언아서》 (2018)
- 《어떤 마술의 금서목록 III》 (2018)
- 《사이키 쿠스오의 재난 완결편》 (2018)
- 《데이트 어 라이브》 (3기) (2019)
- 《반역성 밀리언아서》 (제2시리즈))
- 《원펀맨》 (2기) (2019)
- 《어떤 과학의 일방통행》 (2019)
- 《원펀맨》 (2기) (2019)
- 《식극의 소마》 (2019)
- 《일반공격이 전체공격에 2회 공격인 엄마는 좋아하세요?》 (2019)
- 《던전에서 만남을 추구하면 안 되는 걸까 II》 (2019)
- 《길모퉁이 마족》 (2019)
- 《식극의 소마 네 번째 접시》 (2019)
- 《어떤 마술의 금서목록 T》 (2020)
- 《식극의 소마 다섯 번째 접시》 (2020)
- 《뮤클드리미》 (2020)
- 《조조조 좀비군》 (2020)
- 《던전에서 만남을 추구하면 안 되는 걸까 III》 (2020)
- 《스케이트 리딩☆스타즈》 (2021)
- 《WIXOSS DIVA(A)LIVE》 (2021)
- 《마이코네 행복한 밥상》 (2021)
- 《전투원, 파견합니다!》 (2021)
- 《BLUE REFLECTION RAY》 (2021)
- 《에덴즈 제로》 (2021)
- 《뮤클드리미 믹스!》 (2021)
- 《현실주의 용사의 왕국 재건기》 (2021)
- 《사신 도련님과 검은 메이드》 (2021)
- 《실격문장의 최강 현자》 (2022)
- 《현실주의 용사의 왕국 재건기》 (2기) (2022)
- 《장미왕의 장례행렬》 (2022)
- 《처형 소녀의 살아가는 길》 (2022)
- 《길모퉁이 마족 2번가》 (2022)
- 《던전에서 만남을 추구하면 안 되는 걸까 IV》 (2022)
- 《슈거 애플 페어리 테일》 (2023)
- 《에덴즈 제로》 (2기) (2023)
- 《이세계는 스마트폰과 함께. 2》 (2023)
- 《제물공주와 짐승의 왕》 (2023)
- 《사신 도련님과 검은 메이드》 (2기) (2023)
- 《일곱 개의 마검이 지배한다》 (2023)
- 《달이 이끄는 이세계 여행》 (2막) (2024)
- 《사신 도련님과 검은 메이드》 (3기) (2024)
- 《Lv2부터 치트였던 전직 용사 후보의 유유자적 이세계 라이프》 (2024)
- 《2.5차원의 유혹》 (2024)
- 《페어리 테일 100년 퀘스트》 (2024)
- 《델리코스 너서리》 (2024)
- 《마법사가 되지 못한 여자아이의 이야기》 (2024)
- 《주식회사 마지루미에》 (2024, 공동제작: 모에)
- 《마왕 2099》 (2024)
- 《던전에서 만남을 추구하면 안 되는 걸까 V》 (2024)
- 《새출발 영애는 용제 폐하를 공략 중》 (2024)
- 《허니 레몬 소다》 (2025)
- 《남녀의 우정은 성립할까? (아니, 하지 않아!!)》 (2025)

### 극장판 애니메이션
- 다크사이드 블루스 (1994)

- 슬레이어즈 완전무결 (1995)

- 슬레이어즈 리턴 (1996)

- 슬레이어즈 그레이트 (1997)

- 슬레이어즈 고져스 (1998)

- 소녀혁명 우테나: 어드레센스 묵시록 (1999)

- 윈터 가든 TV- (2006)

- 작안의 샤나 극장판 (2006)

- 어떤 마술의 금서목록: 엔듀미온의 기적 (2013)

### OVA
- 요도전 (1987)

- Dog Soldier (1989)

- 지구인 (1989)

- 풍마의 코지로 (1989)

- 겐지 (1992)

- 바벨 2세 (1992)

- 8 Man After (1993)

- 초시공세기 오거스 02 (1993)

- 특수전차대 도미니온 (1993)

- 포츈 퀘스트: 세상의 행복한 모험자들 (1993)

- 슬레이어즈 스페셜 (1996)

- 초인학원 고우카이저 (1996)

- 부기스 엔젤 (1997)

- 페이크 (1997)

- 프린세스 루즈 (1997)

- 꿈에서 만난다면 (1998)

- 슬레이어즈 엑설런트 (1998)

- 미네르바의 검사 (1999)

- 열사의 혹성 (2000)

- 뿌니뿌니 포에미 (2001)

- 에일리언 9 (2001)

- 스카이 걸스 OVA (2006)

## 관련 인물

### 감독
| - 타니구치 고로 - 와타나베 타카시 - 카사이 켄이치 - 이와사키 요시아키 - 코우 유우 - 이케하타 타카시 - 니시키오리 히로시 - 키무라 신이치로 - 나가이 타츠유키 - 사쿠라비 카츠시 - 마노 아키라 - 사쿠라이 히로아키 | - 이쿠하라 쿠니히코 - 오오하타 키요타카 - 마스나리 코우지 - 시모다 마사미 - 스즈키 이쿠 - 와타나베 히로시 - 와타나베 신이치 - 토키타 히로코 - 신보 아키유키 - 이가라시 타쿠야 - 하시모토 카츠요 |

### 작화가
| - 나카야마 유미 - 이와쿠라 카즈노리 - 오오키 료이치 - 후지이 마사히로 - 카와다 츠요시 - 하세가와 신야 - 이토 이쿠코 - 와다 타카시 - 이시하마 마사시 | - 아이자와 마사히로 - 호소다 나오토 - 타케우치 테츠야 - 와타나베 아키오 - 혼다 타케시 - 이시노 사토시 - 치바 미치노리 - 이리에 야스히로 - 닛타 야스나리 |